# Sachet à odeurs

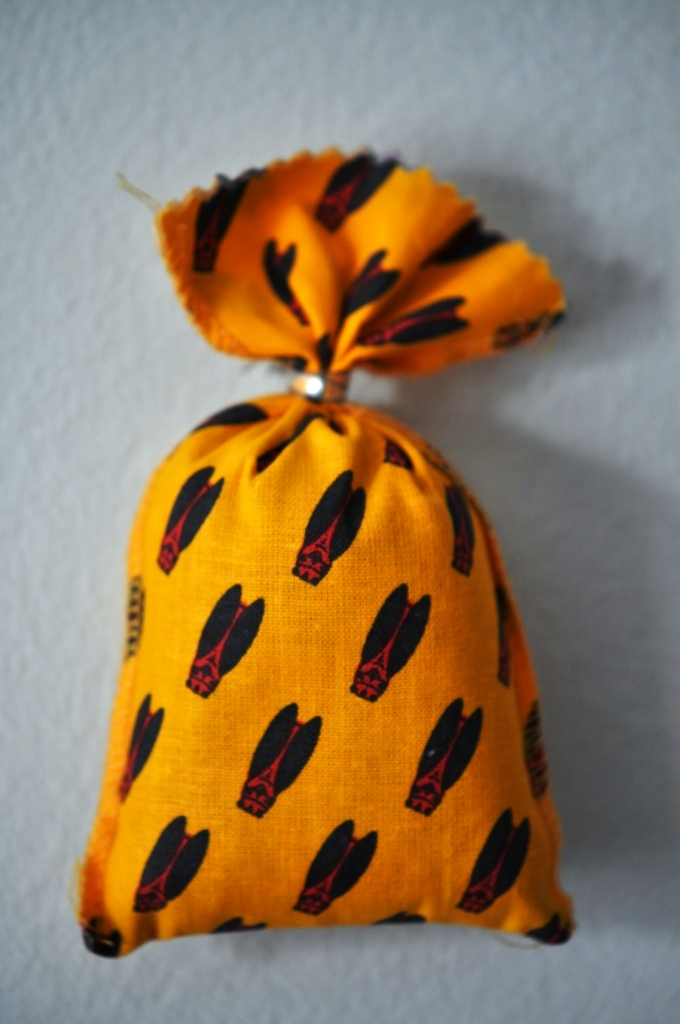
Un sachet à odeur en tissu provençal.

Un sachet à odeurs est un petit coussin contenant des parfums, des senteurs, que l'on place dans une armoire pour parfumer le linge qui s'y trouve. Souvent créé par la ménagère avec une conception soignée, il a fait partie à ce titre du domaine des « travaux de dames ». 